# Epitola cercenoides
Epitola cercenoides är en fjärilsart som beskrevs av Holland 1890. Epitola cercenoides ingår i släktet Epitola och familjen juvelvingar. Inga underarter finns listade i Catalogue of Life.